# Бондарчук Іван Леонідович
Іва́н Леоні́дович Бондарчу́к — полковник Збройних сил України, учасник російсько-української війни.
Станом на березня 2019 року — начальник відділу, Збройні Сили України.

## Нагороди
14 серпня 2014 року — за особисту мужність і героїзм, виявлені у захисті державного суверенітету та територіальної цілісності України, вірність військовій присязі під час російсько-української війни, відзначений — нагороджений орденом Богдана Хмельницького III ступеня.